# Шижгорич, Юрай
Юрай Шижгорич (Юрий Шижгорич, Георг Сисгорей, хорв. Juraj Šižgorić, лат. Georgius Sisgoreus, Georgius Sisgoritus; ок. 1420 или 1445 — ок. 1509) — хорватский поэт-гуманист, писавший стихи на латинском языке.

## Биография и творчество
Юрай Шижгорич — родом из Шибеника (Далмация), входившего тогда в состав Венецианской республики. Шижгорич получил степень доктора юриспруденции Падуанского университета. После обучения возвратился домой, занимал высокие церковные должности, замещая часто отсутствовавшего епископа Шибеника. Издал свои стихотворения в Венеции в 1477 г. Этот сборник — Elegiarum et carminum libri tres ("Три книги элегий и лирических стихов") — стал первой опубликованной книгой среди хорватских поэтов. Мотивы стихотворений по большей части взяты из античной истории и мифологии. В некоторых стихотворениях, однако, прослеживаются автобиографические черты. Юрай — один из зачинателей антитурецкой поэзии («Элегия на опустошение полей Шибеника» и др.). Собирал иллирийские пословицы и переводил их на латынь (до наших дней эта работа не сохранилась). Ещё Шижгорич написал исторический труд «О местоположении Иллирии и городе Шибенике» (1487), в котором далматинские славяне были названы потомками иллирийцев.